# Canton d'Aulnay-sous-Bois-Nord
Le canton d'Aulnay-sous-Bois-Nord est une ancienne division administrative française située dans le département de la Seine-Saint-Denis et la région Île-de-France.
Il a intégré le canton d'Aulnay-sous-Bois lors du redécoupage cantonal de 2014 en France.

## Histoire

### Canton deSeine-et-Oise
Le canton d'Aulnay-sous-Bois du département de Seine-et-Oise a été créé en 1922.

### Canton de laSeine-Saint-Denis
Le canton a été créé par le décret du 20 juillet 1967, lors de la constitution du département de la Seine-Saint-Denis. Il était constitué par la partie nord de la commune d'Aulnay-sous-Bois
Un nouveau découpage territorial de la Seine-Saint-Denis entré en vigueur à l'occasion des premières élections départementales suivant le décret du 21 février 2014. Les conseillers départementaux sont, à compter de ces élections, élus au scrutin majoritaire binominal mixte. Les électeurs de chaque canton élisent au Conseil départemental, nouvelle appellation du Conseil général, deux membres de sexe différent, qui se présentent en binôme de candidats. Les conseillers départementaux sont élus pour 6 ans au scrutin binominal majoritaire à deux tours, l'accès au second tour nécessitant 12,5 % des inscrits au 1er tour. En outre, la totalité des conseillers départementaux est renouvelée. Ce nouveau mode de scrutin nécessite un redécoupage des cantons dont le nombre est divisé par deux avec arrondi à l'unité impaire supérieure si ce nombre n'est pas entier impair, assorti de conditions de seuils minimaux. En Seine-Saint-Denis, le nombre de cantons passe ainsi de 40 à 21.
Dans ce cadre, les deux cantons d'Aulnay-sous-Bois-Nord et Sud ont fusionné pour former le nouveau canton d'Aulnay-sous-Bois.

## Administration

### Liste des conseillers généraux
| Période | Période | Identité        | Étiquette    | Qualité |
| ------- | ------- | --------------- | ------------ | --- |
| 1967    | 1979    | Louis Solbès    | PCF          | Instituteur puis professeur de collège Maire d'Aulnay-sous-Bois (1965 → 1971) Ancien conseiller général du Canton d'Aulnay-sous-Bois (1964-1967) |
| 1979    | 1985    | Janine Dalleret | PCF          | |
| 1985    | 1998    | Gérard Gaudron  | RPR puis UMP | Géologue Adjoint au maire d'Aulnay-sous-Bois |
| 1998    | 2015    | Gérard Ségura   | PS           | Professeur d'espagnol Maire (2008 → 2014) puis conseiller municipal (2014 → ) d'Aulnay-sous-Bois                                                 |

### Élections cantonales de mars 2011
| Candidats      | Candidats         | Étiquette      | Premier tour | Premier tour | Second tour | Second tour |
| Candidats      | Candidats         | Étiquette      | Voix         | % Exprimés   | Voix        | % Exprimés  |
| -------------- | ----------------- | -------------- | ------------ | ------------ | ----------- | ----------- |
|                | Sébastien Ville   | NPA            | 130          | 1,64 %       |             |             |
|                | Gérard Ségura*    | PS             | 3364         | 42,46 %      | 5425        | 61,00 %     |
|                | Miguel Hernandez  | FG (PCF)       | 432          | 5,45 %       |             |             |
|                | Didier Caron      | FN             | 1253         | 15,82 %      |             |             |
|                | François Siebecke | EÉLV           | 598          | 7,55 %       |             |             |
|                | Jacques Leblond   | POI            | 122          | 1,54 %       |             |             |
|                | Frank Cannarozzo  | UMP            | 1791         | 22,61 %      | 3468        | 39,00 %     |
|                | Daouda Sanogo     | Sans étiquette | 232          | 2,93 %       |             |             |
|                |                   |                |              |              |             |             |
| Inscrits       | Inscrits          | Inscrits       | 26519        | 100,00 %     | 26520       | 100,00 %    |
| Abstentions    | Abstentions       | Abstentions    | 18416        | 69,44 %      | 17176       | 64,77 %     |
| Votants        | Votants           | Votants        | 8103         | 30,56 %      | 9344        | 35,23 %     |
| Blancs et nuls | Blancs et nuls    | Blancs et nuls | 181          | 2,23 %       | 451         | 4,83 %      |
| Exprimés       | Exprimés          | Exprimés       | 7922         | 97,77 %      | 8893        | 95,17 %     |

*sortant

### Élections cantonales de mars 2004
| Candidat        | Parti | %     | Voix  |
| --------------- | ----- | ----- | ----- |
| Gérard Ségura   | PS    | 37,86 | 4 197 |
| Gérard Gaudron  | UMP   | 32,93 | 3 651 |
| Errol Leighton  | FN    | 14,27 | 1 582 |
| Bernard Labbé   | PCF   | 8,19  | 908   |
| Yves Guillemot  | LO    | 3,52  | 391   |
| Jacques Leblond | PT    | 3,21  | 356   |

| Candidat       | Parti | %     | Voix  |
| -------------- | ----- | ----- | ----- |
| Gérard Ségura  | PS    | 57,07 | 7 002 |
| Gérard Gaudron | UMP   | 42,92 | 5 265 |

### Élections cantonales de mars 1998
| Candidat         | Parti     | %     | Voix  |
| ---------------- | --------- | ----- | ----- |
| Gérard Gaudron   | RPR       | 29,00 | 3 048 |
| Gérard Ségura    | PS        | 24,90 | 2 618 |
| Philippe Milliau | FN        | 20,55 | 2 160 |
| Bernard Labbé    | PCF       | 16,64 | 1 749 |
| Alain Amédro     | Les Verts | 5,74  | 604   |
| Guy Viarengo     | PNR       | 1,74  | 183   |
| Gérard Dizazzo   | PT        | 1,40  | 148   |

| Candidat       | Parti | %     | Voix  |
| -------------- | ----- | ----- | ----- |
| Gérard Ségura  | PS    | 51,60 | 4 804 |
| Gérard Gaudron | RPR   | 48,39 | 4 505 |

### Élections cantonales de mars 1992
| Candidat           | Parti         | %     | Voix  |
| ------------------ | ------------- | ----- | ----- |
| Gérard Gaudron     | RPR           | 28,06 | 3 578 |
| Mireille Roset     | FN            | 22,97 | 2 929 |
| Pierre Thomas      | PCF           | 19,08 | 2 433 |
| Philippe Gente     | PS            | 10,71 | 1 366 |
| Charles Astruc     | Les Verts     | 8,06  | 1 028 |
| André Canovas      | Divers gauche | 5,89  | 752   |
| Louis-Marie Pélaez | Divers gauche | 4,42  | 564   |
| Thierry Corvoisier | Divers        | 0,79  | 101   |

| Candidat       | Parti | %     | Voix  |
| -------------- | ----- | ----- | ----- |
| Gérard Gaudron | RPR   | 40,99 | 4 708 |
| Pierre Thomas  | PCF   | 37,17 | 4 270 |
| Mireille Roset | FN    | 21,82 | 2 507 |

### Élections cantonales de mars 1985
| Candidat            | Parti             | %     | Voix  |
| ------------------- | ----------------- | ----- | ----- |
| Janine Dalleret     | PCF               | 22,76 | 2 815 |
| Gérard Gaudron      | RPR               | 21,25 | 3 629 |
| Guy Viarengo        | FN                | 19,76 | 2 444 |
| Serge Méry          | PS                | 17,75 | 2 196 |
| Henri Berteaux      | UDF-Parti radical | 7,45  | 922   |
| Martinez            | Ecologiste        | 3,83  | 474   |
| Colmant             | UDF dissident     | 2,54  | 315   |
| Michel Lefebvre     | PCI               | 1,18  | 146   |
| Wilfrid Falkenbourg | Ecologiste        | 0,97  | 121   |
| Thérèse Dion        | PSU               | 0,96  | 119   |
| Cordani             | Divers gauche     | 0,78  | 97    |
| Manuel Gimenez      | Extrême-gauche    | 0,71  | 89    |

| Candidat        | Parti | %     | Voix  |
| --------------- | ----- | ----- | ----- |
| Gérard Gaudron  | RPR   | 51,49 | 6 322 |
| Janine Dalleret | PCF   | 48,10 | 5 905 |
| Guy Viarengo    | FN    | 0,39  | 49    |

### Élections cantonales de mars 1979
| Candidat        | Parti  | %     | Voix  |
| --------------- | ------ | ----- | ----- |
| Janine Dalleret | PCF    | 45,90 | 4 971 |
| Jeanine Guye    | UDF-PR | 28,32 | 3 629 |
| Yvonne Louis    | PS     | 20,41 | 2 211 |
| Thérèse Dion    | PSU    | 5,34  | 579   |

| Candidat        | Parti  | %     | Voix  |
| --------------- | ------ | ----- | ----- |
| Janine Dalleret | PCF    | 62,60 | 6 609 |
| Jeanine Guye    | UDF-PR | 37,39 | 3 948 |

## Composition
Le canton d'Aulnay-sous-Bois-Nord ne recouvrait que la partie nord de la commune d'Aulnay-sous-Bois délimitée au sud, selon la toponymie de 1967, « par l'axe de la rue du Préfet-Chaleil, l'axe de la rue Jules-Princet (jusqu'à la rue Aristide-Briand), l'axe de la rue Aristide-Briand, l'axe de l'avenue Anatole-France (jusqu'à la voie de chemin de fer), et la voie de chemin de fer ». Le sud était rattaché au canton d'Aulnay-sous-Bois-Sud.
| Communes                          | Population (2012) | Code postal | Code Insee |
| --------------------------------- | ----------------- | ----------- | ---------- |
| Aulnay-sous-Bois, commune entière | 81 880            | 93 600      | 93 005     |

## Démographie
| 1962 | 1968 | 1975 | 1982 | 1990   | 1999   | 2006   | 2011   | - | - |
| ---- | ---- | ---- | ---- | ------ | ------ | ------ | ------ | - | - |
| -    | -    | -    | -    | 57 671 | 55 298 | 55 573 | 54 707 | - | - |